# Мухсинзаде Абдулла-паша
Мухсинзаде́ Абдулла́-паша́ (тур. Muhsinzade Abdullah Paşa; ок. 1660 — март 1749) —  османский государственный деятель, великий визирь с 5 августа до 19 декабря 1737 года. В разные годы занимал должности бейлербея Боснии, Румелии, Очакова и Карамана.
Отец Мухсинзаде Мехмеда-паши, два раза занимавшего должность великого визиря в правление султана Мустафы III.

## Биография

### Ранние годы и происхождение
Мухсинзаде Абдулла-паша был сыном Мухсина Челеби, торговца из Алеппо арабского происхождения, но османский летописец Васиф Эфенди писал, что его семья была из Мосула. Турецкий историк Феридун Эмеджен в «Исламской энциклопедии» придерживался версии, что Абдулла-паша родился около 1660 года, поскольку на момент смерти ему было 90 лет.
Абдулла-паша продолжил дело отца и занимался торговлей в Стамбуле. Его старшим братом был Мехмед-эфенди, который занимал в Османской империи многие высокие должности и умер в 1710 году в должности губернатора Джидды.

### Государственная служба
Мухсинзаде Абдулла-паша начал службу в 1701 году в должности заместителя монетного двора, которым руководил его брат Мехмед-эфенди. 3 апреля 1703 года Абдулла-паша был назначен главой монетного двора. В том же году во время Инцидента в Эдирне мятежники назначили его на должность дефтердара (главного казначея). 23 августа 1703 года после восшествия на престол султана Ахмеда II он получил должность баш-дефтердара (главы финансового ведомства). После расправы над участниками восстания Абдулла-паша был понижен в должности и назначен рузнамджи.
6 августа 1708 года был назначен на должность кетхюды при великом визире Чорлулу Дамате Али-паше. После увольнения Чорулу Али-паши Абдулла-паша был назначен башбаки куллугу (чиновника, отвечавшего за аудит и сбор налогов), а затем некоторое время содержался под надзором в тюрьме. При великом визире Силахдаре Али-паше Абдулла-паша был отправлен в Египет, где казначей Кайтас-бей критиковался за коррупцию. Кайтас-бей был казнён и в октябре 1715 года Абдулла-паша был переведён в Морею, где продолжил свою службу в должности дефтердара. Его служба была высоко оценена и Абдулла-паша был назначен сераскером Мореи в должности бейлербея Румелии.
После возвращения в Стамбул в феврале 1717 года Абдулла-паша был назначен на должность капиджилар кетхуды (второго привратника). В апреле 1717 года Абдулла-паша стал кетхюдой великого визиря Хаджы Халила-паши и сопровождал его во время войны с Австрией. В августе 1717 года при великом визире Нишанджы Ахмеде-паше Абдулла-паша получил титул визиря, был назначен мухафизом Ниша и вали Алеппо. В ноябре 1717 года его должность была изменена и он был назначен мухафизом Видина. Через месяц его вызвали в Эдирне, где был назначен на должность аги янычар.
24 января 1718 года Абдулла-паша был назначен бейлербеем Румелии, при условии, что Нишская крепость будет отремонтирована. В Нише Абдулла-паша столкнулся с требованиями янычар и гарнизона крепости, но не смог усмирить их недовольство. Абдулла-паша покинул Ниш и сообщил о сложившейся ситуации в Стамбул. В мае 1721 года Абдулла-паша был назначен на должность губернатора Боснии, которым был до 24 августа 1727 года. Причиной этого было решение великого визиря Невшехирли Ибрагима-паши не менять наместников Румелии, за исключением важных причин. В том же году Абдулла-паша вновь был назначен бейлербеем Румелии и мухафизом Ниша, а губернатором Боснии был назначен Топал Осман-паша.
В 1730 году Абдулла-паша участвовал в подавлении восстания Патрона Халиля и после этого 30 ноября 1730 года был назначен агой янычар во второй раз. 26 марта 1731 года во время схватки с янычарами он был ранен в руку и вместе с великим визирем Кабакулаком Ибрагимом-пашой пытался успокоить восставших янычар. В апреле того же года Абдулла-паша был назначен на должность вали Аданы, а позже служил в должности вали Алеппо и Сидона. В марте 1736 года Абдулла-паша в третий раз был назначен бейлербеем Румелии, а в январе 1737 года был назначен сераскером Бендер. Во время войны с Россией и Австрией Абдулла-паша попросил укрепить Бендеры артиллерией и увеличить количество солдат гарнизона крепости, но великий визирь Диметокали Мехмед-паша не придал его словам значения. Когда русская армия отправилась в сторону Очакова, Абдулла-паша отправил в качестве подкрепления осаждённым 3000 солдат, но Очаков был захвачен. Захват русскими Очакова и австрийцами Ниша привело к тому, что великий визирь был отправлен в отставку.
5 августа 1737 года Абдулла-паша получил печать великого визиря, но из-за военных действий прибыл в Стамбул 19 декабря 1737 года. В Стамбуле султан Махмуд I встретил его в районе Давутпаша и вместе с ним отправился во дворец Топкапы. Во дворце его приветствовали высшие государственные сановники и Абдулла-паша передал султану знамя Санджак-и Шериф. После церемонии Абдулла-паша был отвезён на отдых в третий двор Баб-ус-саадет, где беседовал с Йегеном Мехмедом-пашой. Во время беседы с Мехмедом-пашой силахдар (оруженосец) сообщил ему о том, что он уволен. Новым великим визирем был назначен Йеген Мехмед-паша, а Абдулла-паша был отправлен в Салоники.
В последующие годы Абдулла-паша занимал ряд должностей, среди которых были мухафиз Лепанто (1738), губернатор Боснии (1739, 1748–1749), Очакова (1741), Карамана (1741), мухафиз Видина (1743) и бейлербей Румелии (1745–1746). Скончался в марте 1749 года в городе Травник в возрасте около 90 лет, где и был похоронен.

## Семья
19 июля 1709 года женился на дочери великого визиря Чорлулу Дамата Али-паши. От женщины, чьё имя не известно, у него был сын Мухсинзаде Мехмед-паша, который два раза занимал должность великого визиря с 1765 по 1768 год и с 1771 по 1774 год.